# Vejle Amts Folkeblad
Vejle Amts Folkeblad (forkortet: VAF) er en dansk lokalavis med base i Vejle, der hører under mediekoncernen Jysk Fynske Medier P/S. Koncernen har ca. 1400 ansatte.[kilde mangler] Chefredaktør er Peter Hagmund Hansen.
Avisen, der er opkaldt efter det gamle Vejle Amt, har hovedsæde på Bugattivej i Vejle, men dækker også Billund Kommune, Hedensted Kommune og Ikast-Brande Kommune.
I 2009 skiftede avisen format til tabloid-formatet.

## Mediekoncernen udgiver også disse aviser og dagblade
- Fredericia Dagblad
- Ugeavisen Vejle
- Elbo Bladet
- Billund Ugeavis
- Hedensted Avis
- Tørring Folkeblad

Desuden er radiostationen VLR tilknyttet VAF.

## Vejle Amts Folkeblads chefredaktører igennem tiden
- Thomas Nielsen (1865)
- H. Kleine (1865-1868)
- Emilie Kleine (1868)
- R.C. Rasmussen og Rasmus Nielsen (1868-1869)
- Anders Kristian Jensen (1869-1882)
- Richard Madsen (?-?)
- Lauritz V. Bendixen (?-1890)
- A.C. Jensen-Haarup (1890-1892)
- Christen Søndergaard (1892-1933)
- A.W. Johannessen (1933-1940)
- Gerhard Skytte Nielsen (1940-1974)
- Vagn Nygaard (1974-1996)
- Arne Mariager (1996-2008)
- Alex Pedersen (2008-2012)
- Mogens Gregers Madsen (2012-2021)
- Kim Dahl Nielsen (2021-2024)[5]
- Peter Hagmund-Hansen (2024-)